# Yann Gaillard
Pour les articles homonymes, voir Gaillard.
Yann Gaillard, né le 9 octobre 1936 à Paris (France) où il est mort le 6 novembre 2022, est un homme politique, écrivain et haut fonctionnaire français, inspecteur général des finances, sénateur, membre du groupe UMP.

## Biographie

### Jeunesse et études
Yann Gaillard étudie à l'Institut d'études politiques de Paris, puis est admis à l’École nationale d'administration en 1959.

### Carrière
Yann Gaillard est inspecteur adjoint des finances en 1961. En 1966, il est conseiller technique d'Edgar Faure, ministre de l'agriculture, puis en 1968 son directeur adjoint de cabinet au ministère de l'éducation nationale. Il est, de 1969 à 1972, directeur de cabinet de Robert Boulin, ministre de la Santé et de la Sécurité sociale. 
Il rejoint ensuite Edgar Faure comme directeur de son cabinet au ministère des Affaires sociales (1972-1973) puis à la présidence de l'Assemblée nationale (1973-1978). Il est directeur de cabinet de Robert Boulin, ministre du Travail et de la Participation, de 1977 jusqu'à son décès (Affaire Robert Boulin).
En 1977, il participe à la fondation du groupe Avenir radical-socialiste.
Il réintègre ensuite pendant plusieurs années son administration d'origine, l'inspection générale des finances.
Il devient sénateur de l'Aube le 16 juillet 1994 à la suite du décès de Bernard Laurent dont il était le suppléant.
Il est élu (donc pour la première fois) le 27 septembre 1998. Il est réélu aux élections sénatoriales de 2008. Mais il ne se représente pas lors des élections sénatoriales de 2014.
Yann Gaillard est décédé d'une longue maladie (non précisée) le 6 novembre 2022 en début d'après-midi dans le 13e arrondissement de Paris. 

## Mandats
- Sénateur de l'Aube (1994-2014)
- Conseiller régional de Champagne-Ardenne
- Vice-président du conseil général de l'Aube
- Maire d'Essoyes (1977-2001)

## Publications
- Le pingouin aux olives, 86 nouvelles, 103 p., Julliard, Paris, 1964
- « Sur la thésaurisation », avec Guy Thuillier, in Revue économique, volume 16, n° 5, p. 796-808, 1965
- Collection particulière, essai en forme de tableaux, 157 p., Julliard, Paris, 1966
- Vies des morts illustres, suivies de Les données du problème, 253 p., C. Bourgeois, Paris, 1968
- Mémoire des morts illustres, 216 p., Gallimard, Paris, 1973
- Gloire des morts illustres, journal, 214 p., R. Laffont, Paris, 1973  (ISBN 2-86231-001-8)
- Le cirque Orfala, 158 p., P. Belfond, Paris, 1975  (ISBN 2-7144-1030-8)
- Buffon, biographie imaginaire et réelle, suivi de Voyage à Montbard, par Hérault de Séchelles, préface d'Edgar Faure, 173 p., Hermann, Paris, 1977  (ISBN 2-7056-5872-6)  (ISSN 0335-4741)
- La sirène du Jardin des Plantes, 156 p., P. Belfond, Paris, 1981  (ISBN 2-7144-1370-6)
- L'amateur d'épouvante ou le RER s'arrête à Boissy-Saint-Léger, 203 p., P. Belfond, 1985  (ISBN 2-7144-1805-8)
- Choix de morts illustres, 442 p., Union générale d'éditions, Paris, 1987  (ISBN 2-264-01092-4)
- Suppléments au voyage de La Pérouse : essai sur les voyages imaginaires et autres au XVIIIe siècle, 206 p., M. Nadeau, Paris, 1980  (ISBN 2-86231-025-5)
- L'original, 131 p., P. Belfond, Paris, 1990  (ISBN 2-7144-2586-0)
- Reliques des morts illustres, 178 p., C. Bourgeois, Paris, 1994  (ISBN 2-267-01240-5)
- Adieu Colbert, 286 p., C. Bourgeois, Paris, 2000  (ISBN 2-267-01539-0)
- Le marché de l'art français aux enchères, Économica, 2000  (ISBN 2-7178-4005-2)